# Zettelsdorf
Zettelsdorf ist ein Gemeindeteil der Gemeinde Walsdorf im oberfränkischen Landkreis Bamberg in Bayern und zählt 17 Einwohner (Stand 2012). 

## Lage
Der Weiler Zettelsdorf liegt zwischen Walsdorf und Kolmsdorf. Durch den Ort verläuft die Staatsstraße 2276.

## Flora und Fauna
In der Ortschaft gibt es abwechselnd eine Herde Heckrinder und eine Herde bestehend aus Wasserbüffeln und einem Konik.

## Kommunale Zugehörigkeit
Am 1. Juli 1971 wurde der Ort als Teil der ehemaligen Gemeinde Kolmsdorf nach Walsdorf umgegliedert.

## Baudenkmäler
Die ehemalige Papiermühle in Zettelsdorf ist von historischer Bedeutung. Die Fachwerkgiebel stammen aus dem frühen 18. und 19. Jahrhundert. Der eingeschossige Satteldachbau sitzt auf einem hohen Kellergeschoss. Das Austragshaus wird auf das Jahr 1870 datiert. 